# District de Đà Bắc
Đà Bắc est un district de la province de Hòa Bình dans la région du Nord-ouest au Viet Nam .

## Géographie
Le district de Đà Bắc a une superficie de 779,04 km2. 
La capitale du district est Đà Bắc.